# Castillo de marisma

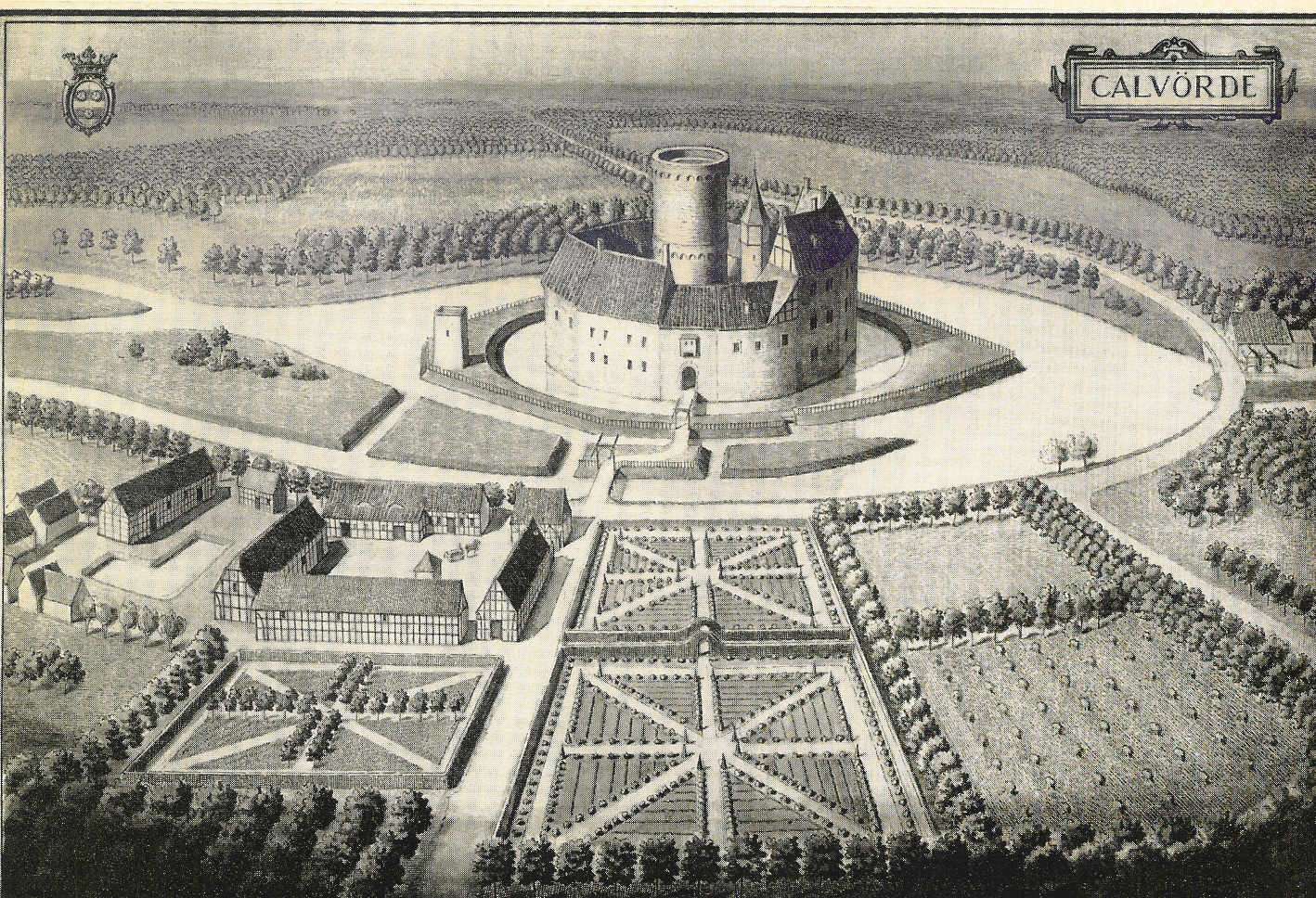
Castillo de Calvörde, ilustrado aquí alrededor de 1600, es un castillo de marisma.

Un castillo de marisma (en alemán: Sumpfburg) es un tipo de castillo de llanura que se sitúa en un terreno de marisma o pantano. Usa la inaccesabilidad natural del terreno en su propia ventaja.
En contraste con el castillo de foso, en un castillo de marisma, el área de marisma o pantano era usado o incorporado como un obstáculo a la aproximación. Los castillos de marisma se construían eran mayoritariamente sobre montículos dentro de estas zonas, de manera similar a un Wallburg. En algunos lugares, sin embargo, el terreno adyacente de marisma o pantano servía simplemente para la protección en uno o más costados y el castillo en sí se erigía en tierra frme, como fue el caso del antiguo castillo de Gdansk (Danzig), por ejemplo. La mayoría de castillos de este tipo eran construidos en las tierras bajas de ríos que fluyen al mar del Norte y al mar Báltico entre Baja Sajonia y Mecklemburgo.
Los castillos de marisma son históricamente uno de los tipos más antiguos de castillo, desde la Alta Edad Media, por los pueblos eslavos en las citadas regiones. 
Según algunos historiadores suizos, un castillo de marisma puede ser definido en su sentido más amplio como un complejo cuyas defensas exteriores se han construido aprovechando obstáculos naturales, como los meandros del curso de un río, las marismas y los pantanos como protección o que se han erigido sobre montículos dentro de estos obstáculos. De este modo, el castillo de marisma viene definido como un castillo de foso o Wasserburg protegido por un cuerpo de agua natural.

## Ejemplos
- Castillo de Weferlingen, castillo en ruinas en Oebisfelde-Weferlingen (Sajonia-Anhalt).
- Castillo de Oebisfelde, el más antiguo castillo de marisma superviviente de Alemania, en la misma zona.[3]
- Castillo de Storkow, en Storkow (Brandeburgo).
- Castillo de Calvörde, en Calvörde (Sajonia-Anhalt).
- Castillo de Süpplingenburg, donde creció Lotario II, duque de Sajonia, más tarde Emperador del Sacro Imperio Romano Germánico.[4]
- El castillo predecesor del Palacio de Harburg.
- El pueblo fortificado de Altenburg (Hanau) fue designado por Karl August von Cohausen como un castillo de marisma.[5]